# Robert Grabarz
Robert Grabarz (n. 3 de octubre de 1987) es un atleta británico con especialidad en salto de altura.

## Biografía
Robert Karl Grabarz nació el 3 de octubre de 1987 en Enfield Town, Gran Londres, en Inglaterra. Su abuelo Ernst Karl Grabarz fue polaco. Asistió a la Crosshall Junior School y al Longsands College en Saint Neots, Cambridgeshire.

## Trayectoria
Su mejor marca personal es de 2.37 metros conseguido el 23 de agosto de 2012 en Lausana. Unos meses antes había conseguido la medalla de oro en el Campeonato Europeo de Atletismo de 2012 en Helsinki.
En los Juegos Olímpicos de Londres 2012, Grabarz alcanzó los 2.29 metros de altura en la prueba final de salto de altura, quedando en segundo lugar  y obteniendo la medalla de bronce junto con Mutaz Essa Barshim y Derek Drouin, quienes igualaron su marca.
Posteriormente, en los Campeonatos Mundiales de Atletismo en Pista Cubierta en Portland en 2016 consiguió la medalla de plata.

## Logros
-

| Año  | Competencia                                               | Sede       | Posición                | Altura |
| ---- | --------------------------------------------------------- | ---------- | ----------------------- | ------ |
| 2011 | Campeonato Europeo de Atletismo en Pista Cubierta de 2011 | París      | no clasifica a la final | 2.12 m |
| 2012 | Campeonato Mundial de Atletismo en Pista Cubierta de 2012 | Estambul   | 6°                      | 2.31 m |
| 2012 | Campeonato Europeo de Atletismo de 2012                   | Helsinki   | 1°                      | 2.31 m |
| 2012 | Juegos Olímpicos de Londres 2012                          | Londres    | 3°                      | 2.29 m |
| 2013 | Campeonato Europeo de Atletismo en Pista Cubierta de 2013 | Gotemburgo | 6°                      | 2.23 m |
| 2013 | Campeonato Mundial de Atletismo de 2013                   | Moscú      | 8°                      | 2.29 m |
| 2014 | Campeonato Mundial de Atletismo en Pista Cubierta de 2014 | Sopot      | no clasifica a la final | 2.25 m |
| 2015 | Campeonato Mundial de Atletismo de 2015                   | Pekín      | no clasifica a la final | 2.26 m |
| 2016 | Campeonato Mundial de Atletismo en Pista Cubierta de 2016 | Portland   | 2°                      | 2.33 m |